# Stadtholz in Rheda
Stadtholz in Rheda este o arie protejată (arie specială de conservare — SAC, sit de importanță comunitară — SCI) din Germania întinsă pe o suprafață de 52,5 ha, integral pe uscat.

## Localizare
Centrul sitului Stadtholz in Rheda este situat la coordonatele 51°50′48″N 8°15′47″E / 51.8467°N 8.2631°E.

## Înființare
Situl Stadtholz in Rheda a fost declarat sit de importanță comunitară în martie 2001 pentru a proteja un număr necunoscut de specii din flora spontană și fauna sălbatică aflate în arealul zonei. Situl a fost protejat și ca arie specială de conservare în decembrie 2010.

## Biodiversitate
Situată în ecoregiunea atlantică, aria protejată conține 2 habitate naturale: Păduri de fag Luzulo-Fagetum, Păduri de stejar sau de stejar și carpen sub-atlantice și medio-europene de Carpinion betuli.
La baza desemnării sitului se află un număr nedeclarat de specii protejate.